# Muscari adilii
Muscari adilii là một loài thực vật có hoa trong họ Măng tây. Loài này được M.B.Güner & H.Duman mô tả khoa học đầu tiên năm 1999.